# Ако умрам ил загинам
„Ако умрам ил загинам“ е песен на северномакедонския музикант Йонче Христовски.
Тя е написана в стила на македонския градски фолклор и е записана от Христовски с ансамбъла на Кочо Петровски през 1969 година. Песента има голяма популярност и през следващите десетилетия са записвани множество нейни версии, както в Северна Македония, така и в България (понякога с адаптирано заглавие като „Ако умра ил загина“).
Сред изпълнителите на песента са както народни певци (Костадин Гугов, Николай Славеев, Иван Дяков, Илия Луков, Володя Стоянов) така и поп музиканти (Георги Христов, Орхан Мурад, Силвия, Александър Робов) и дори метъл групи като „Епизод“.